# Nova Milanese
Nova Milanese is een gemeente in de Italiaanse provincie Monza e Brianza (regio Lombardije) en telt 22.561 inwoners (31-12-2004). De oppervlakte bedraagt 5,8 km², de bevolkingsdichtheid is 4178,88 inwoners per km².

## Demografie
Nova Milanese telt ongeveer 8722 huishoudens. Het aantal inwoners steeg in de periode 1991-2001 met 6,7% volgens cijfers uit de tienjaarlijkse volkstellingen van ISTAT.
| Jaar | Inwoneraantal |
| ---- | ------------- |
| 1991 | 20.620        |
| 2001 | 21.999        |

## Geografie
De gemeente ligt op ongeveer 182 m boven zeeniveau.
Nova Milanese grenst aan de volgende gemeenten: Desio, Muggiò, Cinisello Balsamo, Paderno Dugnano, Varedo.